# 拉里奥哈 (西班牙)
42°15′N 2°30′W / 42.250°N 2.500°W
拉里奧哈（西班牙語：La Rioja，西班牙語：[la ˈrjoxa]）是西班牙的一個單省自治区，总面积5045平方公里，2017年总人口315,381人。首府是洛格罗尼奥。拉里奥哈连接的省份有阿拉瓦省、萨拉戈萨省、索里亚省和布尔戈斯省。厄波羅河流经该区。

## 旗帜与徽章

#### 旗帜
拉里奧哈自治区旗帜由四种颜色，大小相等的横条纹组成。颜色有红（代表葡萄酒），白（代表河流和天空），绿（指田野、果园、山脉和森林）和黄（指土地和纪念碑）。

#### 徽章

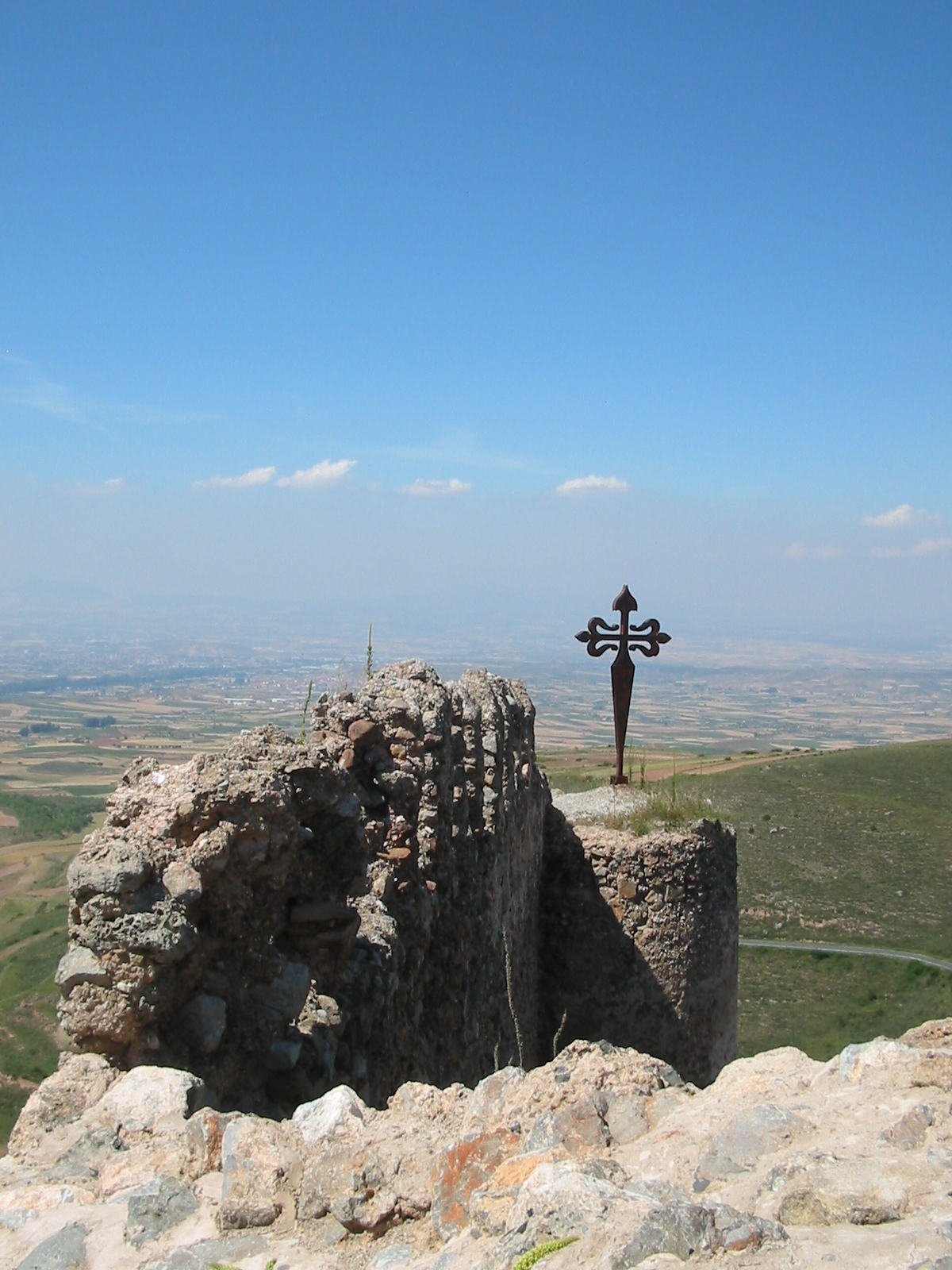
克拉维霍城堡的圣地亚哥十字架

根据拉里奧哈第4/1985号法律第6和第7条（1985年5月31日），徽章的含义如下：
- 拉里奥哈的盾徽由上方的西班牙皇冠和下方的盾徽组成。
- 盾徽的左半部分是金色背景，圣地亚哥使徒的红色十字架在拉杜尔斯山（西班牙语：Monte Laturce）升起，两侧分别有两个银色扇贝状朝圣者标志，外部轮廓为红色。
- 盾徽的右半部分是红色背景，有一座金色城堡，上面有三座雉堞状塔楼，下方是银色的河流。
- 蓝色的徽章背景上有三个百合花飾图案。

拉里奥哈的徽章可能出现在旗帜的中心。

#### 颂歌
拉里奥哈自治区的颂歌是《拉里奥哈之歌》。但该歌曲仍没有正式的歌词和乐谱。

#### 纪念日与奖章
- 拉里奥哈纪念日（西班牙語：Día de La Rioja）等同于当地的国庆节。时间是每年的6月9日，因为该地区于1982年6月9日正式获得自治权。每年的这一天，拉里奥哈自治区主席会给优秀居民颁发拉里奥哈勋章。这一天充满了象征意义，体现了拉里奥哈人民团结一致的价值观。[6]

- 拉里奥哈勋章与旗帜、徽章和国歌一同被认为是拉里奥哈的身份象征。该奖章是拉里奥哈政府授予的最高奖项。被授予者通常是在某领域取得优秀成果的拉里奥哈居民，或者是为支持拉里奥哈自治体的建设、福祉、利益和推广做出过巨大贡献的人物。[7]

## 地理

#### 名称
地名“拉里奥哈”的词源至今仍然没有定论。目前学术界普遍认为它可能得名于厄波羅河支流奥哈河。这种说法的主要反对者认为，现存的古代文献中并未提及过名称为奥哈（Oja）的河流，该河流在古代可能为干涸状态。另外的假说主要认为拉里奥哈是巴斯克语词源。

#### 地形
拉里奥哈自治区主要由厄波羅河谷地和伊比利亚山区构成。流经的其他主要河流还有：錫達科斯河、納赫里利亞河和蒂龙河。主要山脉有伊比利亞山脈和德曼達山脈，其中德曼達山脈的聖洛倫佐山（2271米）是拉里奧哈自治区的最高峰。

## 经济
拉里奥哈自治区以旱地种植业和畜牧业为主，轻工业比较发达。

### 葡萄酒
拉里奥哈自治区是西班牙著名的葡萄酒乡。肥沃的粘土地和干燥炎热的夏季为葡萄种植提供了有利的条件。连绵不绝的葡萄园延伸到郊区，面积500平方千米。下奥利哈即本区西部，负责生产西班牙最佳的红葡萄酒，产品销往世界各地。拉里奥哈的葡萄酒按年代分档次，存放一到两年的为新酿酒，最名贵的佳酿要在酒窖里存放两年，装瓶后再存放三年才可出厂。

## 著名人物
- 昆提利安（约公元35－100年），罗马帝国雄辩家、修辞家。[12]
- 加西亞·桑切斯三世（1016年－1054年），1035年到1054年在位的纳瓦拉国王。[13]
- 福斯托·德卢亚尔（1755－1833年），化学家，元素钨的共同发现者之一。[14]
- 阿尔贝托·加尔松，政治家，西班牙共产党人。[15]
- ，足球运动员，司职前锋，出生于林孔德索托。
- 丹尼尔·阿兰苏比亚，前足球运动员，司职门将。

## 图集

行政规划